# 변정민
변정민(본명: 변은정, 1976년 5월 21일 ~ )은 대한민국의 여자 배우다.

## 생애
1994년 패션 모델로 첫 데뷔하였고 이후 영화 배우와 연기자로 활동의 폭을 넓혔다. 현재는 실내건축학 강의를 비롯하여 리빙앤라이프 스타일리스트로 활동 중이며 다양한 디자인 분야에서 디자이너로 작업중이다. 가족 관계로는 배우인 언니 변정수가 있다.

## 학력
- 성북국민학교 (졸업)
- 동구여자중학교 (졸업)
- 한성여자고등학교 (졸업)
- 경원대학교 실내건축학과 (졸업)
- 경원대학교 대학원 실내건축학과 공학 (졸업)

## 출연작

### 드라마
- 2003년 SBS 일일드라마 《흥부네 박터졌네》 ... 홍지원 역
- 2004년 KBS2 아침드라마 《아름다운 유혹》 ... 신나경 역
- 2007년 SBS 특별기획 《조강지처 클럽》 ... 정나미 역
- 2014년~2015년 MBC 주말특별기획 《전설의 마녀》 ... 탁월한의 맞선녀 역 (우정출연)
- 2019년 KBS2 수목드라마 《왜그래 풍상씨》 ... 배수진 역 (특별출연)

### 영화
- 임종학 감독 - 《스물넷》
- 윤학렬 감독 - 《오! 해피데이》

### CF
- 아비노
- LG전자 트롬
- 위니아전자 클라쎄
- 네슬레 테이스터스초이스
- 아모레퍼시픽 미쟝센 (변정수와 함께 출연)
- 신영와코루 비너스 누디브라 (이영진, 오승현, 이선진, 송선미와 함께 출연)
- SK-II
- 뉴트로지나 외 다수
- 삼양사 큐원

## 가족 관계
- 어머니 : 조태윤
- 배우자 : 최진영 (1964년 ~ )
  - 장녀 : 최서윤 (2008년 6월 25일 ~ )
  - 차녀 : 최서혜 (2011년 ~ )
- 언니 : 변정수 (1974년 4월 15일 ~ )
  - 형부 : 유용운 (1967년 ~ )
    - 조카 : 유채원 (1998년 ~ )
    - 조카 : 유정원 (2006년 ~ )